# Nervi cranici
I nervi cranici o nervi encefalici sono un gruppo di fasci nervosi che originano direttamente dall'encefalo, più precisamente dal tronco encefalico. Fanno parte del sistema nervoso periferico.
Nell'essere umano adulto fisiologicamente sono presenti 12 paia di nervi cranici (24 nervi in totale) ed i residui dei nervi terminali, strutture che usualmente regrediscono durante lo sviluppo embrionale e nei primi anni di vita. I nervi cranici sono convenzionalmente numerati secondo la Terminologia Anatomica con i numeri romani (I-XII) ad eccezione del nervo terminale che è numerato con la numerazione araba come nervo cranico 0. Considerando la loro origine, essi sono numerati in senso cranio-caudale, ovvero dall'alto verso il basso se il soggetto si trova in posizione anatomica.
I nervi cranici si distinguono dai nervi spinali che invece originano dal midollo spinale. Analogamente ai nervi spinali essi sono rivestiti da meningi (dura madre, aracnoide, pia madre) ed emergono da fori delimitati da ossa e strutture connettivali (fori intervertebrali nei nervi spinali; fori dalla terminologia eterogenea nel caso del cranio).

## Confine tra sistema nervoso centrale e periferico

I nervi encefalici hanno un'organizzazione molto simile a quella dei nervi spinali. Analogamente a questi (nell'immagine è presente una sezione toracica di midollo spinale) posseggono: a. origine reale (cerchi rossi nella sostanza grigia indicata col numero 5); b.origine apparente (numero 6 e fibre rosse); c.terminazioni (fibre blu che terminano nella sostanza grigia indicata col numero 5.
Da notare che analogamente al midollo spinale, anche i nervi encefalici posseggono gangli somatici (numero 6) organizzati in maniera simile.

Per comprendere la morfologia dei nervi encefalici, è necessario definire prima la differenza tra i termini "origine reale", "origine apparente/emergenza" e "terminazione" dei nervi encefalici. Queste definizioni sono utili per comprendere il luogo dove "inizia" il sistema nervoso periferico e "termina" il sistema nervoso centrale.
- L'origine reale di un nervo encefalico può essere situata in parte nel sistema nervoso centrale e in parte nel sistema nervoso periferico. Nello specifico:
  1. Se il nervo cranico contiene fibre motrici, allora l'origine reale è nel SNC. Essa è costituita dai corpi dei motoneuroni che andranno a costituire le future fibre motrici. Questi soma sono solitamente raggruppati in gruppi detti "nuclei motori", che non sono da confondere con la definizione istologica di nucleo.  Questa definizione si applica anche ai motoneuroni dei nervi spinali (siti nella sostanza grigia del midollo spinale). Nota bene: Non sempre è possibile definire l'origine reale di un nervo encefalico poiché non tutti posseggono fibre motrici.
  2. Se il nervo cranico contiene fibre sensitive, allora l'origine reale è nel SNP. Essa è costituita dai corpi dei neuroni pseudounipolari che nell'insieme andranno a costituire il cosiddetto ganglio sensitivo. Ogni neurone a T (pseudounipolare) possiede un'estremità periferica (dendritica), che raccoglie l'informazione sensoriale, e un'estremità centrale (assonica), che porta tale informazione al SNC (in genere il nucleo terminale sensitivo del tronco encefalico o nella sostanza grigia del diencefalo).
- L'emergenza o origine apparente di un nervo encefalico definisce il punto in cui i fasci di assoni dei neuroni appartenenti a questo si distaccano dalla superficie dell'encefalo (inteso come tessuto nervoso; poiché saranno rivestiti dalle meningi durante il loro percorso). È qui che si trova il confine anatomico tra sistema nervoso centrale e periferico. Questa area, insieme alle emergenze e origini apparenti dei nervi spinali, costituisce la "zona di Redlich-Obersteiner" ed è definibile morfologicamente perché corrisponde ad una zona di transizione in cui inizia ad essere prodotta la mielina, segno della presenza delle cellule di Schwann (glia del sistema nervoso periferico) e non degli oligodendrociti (glia del sistema nervoso centrale)[2]
- Le terminazioni dei nervi encefalici sono gli assoni di natura sensitiva che fanno sinapsi nel sistema nervoso centrale, e più specificamente in zone che costituiranno i cosiddetti "nuclei sensitivi". Non sempre è possibile definire le terminazioni sensitive dei nervi encefalici poiché non tutti posseggono fibre sensitive.[3]

Se nel midollo spinale i nuclei motori sono anteriori (corna o colonne ventrali) e i sensitivi sono posteriori (corna o colonne dorsali), nel tronco encefalico i nuclei effettori si portano dorsalmente nella calotta o tegmento del tronco encefalico e si fanno mediali, mentre i sensitivi si portano lateralmente. Tra le due colonne grigie compaiono nuovi nuclei per le sensibilità speciali (nuclei statoacustici, per esempio), sempre nell'ordine mediale-effettore e laterale-sensitivo.
Nel tronco encefalico i nuclei motori mediali vengono detti in I posizione se dorsali, in II posizione se ventrali.
Vicino al piano di simmetria del tronco encefalico ci sono i nuclei efferenti somatici, come i nuclei oculomotori, mentre lateralmente ci sono i nuclei efferenti autonomi (viscerali) come il nucleo di Edinger-Westphal, che controlla l'accomodazione e la miosi. Procedendo verso l'esterno si incontra una separazione, detta sulcus limitans, oltre la quale troviamo i nuclei viscerali afferenti, come il nucleo del tratto solitario; più lateralmente ancora, ma più in avanti, troviamo il nucleo trigemino e dorsalmente al tronco gli afferenti somatici specifici, che gestiscono sensazioni come l'equilibrio.

## Anatomia
Gli esseri umani possiedono tredici paia di nervi cranici, di cui solo dodici sono strutture anatomiche pienamente conservate nell'adulto. Ogni emiporzione del sistema nervoso comprenderà quindi: il nervo terminale (0), il nervo olfattivo (I), il nervo ottico (II), il nervo oculomotore (III), il nervo trocleare (IV), il nervo trigemino (V), il nervo abducente (VI), il nervo faciale (VII), il nervo vestibolococleare (VIII), il nervo glossofaringeo (IX), il nervo vago (X), il nervo accessorio (XI) e il nervo ipoglosso (XII).

### Terminologia

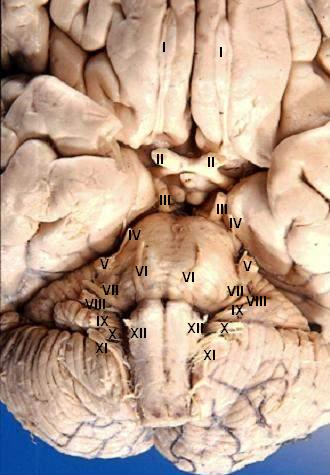
Vista dal basso del cervello umano con evidenziati i nervi cranici.

I nervi cranici sono generalmente denominati in base alla loro struttura o alla loro funzione. Ad esempio, il nervo olfattivo (I) è responsabile dell'olfatto mentre il nervo facciale (VII) fornisce l'innervamento motorio ai muscoli del viso. Poiché, quando vennero documentati e studiati per la prima volta, il latino era la lingua utilizzata nello studio dell'anatomia, molti nervi mantengono la derivazione latina o greca per i loro nomi. Così il nervo trocleare (IV), ha assunto questo nome perché innerva un muscolo che si inserisce nella troclea, (dal greco trochlea), il nervo trigemino (V) prende il nome dalle sue tre componenti (dal latino "trigemino" che significa tre gemelli) e il nervo vago (X) è così chiamato per il suo decorso errante (da latino vago).
I nervi cranici sono numerati in base alla loro posizione rostrale-caudale (anteriore-posteriore), nell'osservazione del cervello. Se il cervello viene accuratamente rimosso dal cranio, i nervi sono tipicamente visibili nel loro ordine numerico, con l'eccezione dell'ultimo, il XII, che sembra emergere rostralmente (sopra) al XI.
I nervi cranici decorrono sia all'interno, sia all'esterno del cranio. I percorsi all'interno del cranio sono chiamati "intracranici" mentre quelli al di fuori "extracranici". Nel cranio sono presenti molti fori chiamati "foramina" attraverso i quali i nervi possono uscire da esso. Tutti i nervi cranici sono accoppiati, il che significa che si trovano su entrambi i lati, destro e sinistro, del corpo. Se un nervo innerva un muscolo, la cute o realizza una funzione sullo stesso lato del corpo da cui esso origina, la sua funzione è detta "ipsilaterale", se invece è sul lato opposto questa è nota come funzione "controlaterale".

### Decorso intracranico
Il decorso intracranico dei nervi cranici è importante per la diagnosi di diverse lesioni intracraniche come i tumori cerebrali e gli aneurismi cerebrali. La disfunzione di uno o più nervi cranici indica una compressione o stimolazione da parte di alcune lesioni. Ad esempio, uno schwannoma dell'acustico può inizialmente causare disturbi all'udito, ma con un'ulteriore crescita del tumore può coinvolgere altri nervi cranici e il paziente può così presentare anche dolore, simile alla nevralgia del trigemino quando il tumore coinvolge il nervo trigemino. o diplopia a causa di un coinvolgimento del nervo abducente. Un paziente che presenta ptosi può avere un aneurisma dell'arteria comunicante posteriore che comprime il nervo oculomotore durante il suo decorso intracranico. Il dolore facciale nella distribuzione di una o tutte le derivazioni del nervo trigemino suggerisce la stimolazione delle radici del nervo trigemino da parte di un vaso locale.

### Nuclei

I principali nuclei dei nervi cranici.

I corpi cellulari di molti dei neuroni della maggior parte dei nervi cranici sono contenuti in uno o più nuclei nel tronco cerebrale. Questi nuclei sono importanti in relazione alla disfunzione del nervo cranico perché il danno ad essi, come nel caso di un ictus o di un trauma, può simulare il danno a uno o più rami di un nervo cranico. In termini di specifici nuclei del nervo cranico, la porzione mesencefalica del tronco cerebrale possiede i nuclei del nervo oculomotorio (III) e del nervo trocleare (IV); il ponte ha i nuclei del nervo trigemino (V), del nervo abducente (VI), del nervo facciale (VII) e del nervo vestibolococleare (VIII); e il bulbo ha i nuclei del nervo glossofaringeo (IX), del nervo vago (X), del nervo accessorio (XI) e del nervo ipoglosso (XII). Le fibre di questi nervi cranici escono dal tronco cerebrale da questi nuclei.

### Gangli
Alcuni nervi cranici possiedono gangli (raccolte di corpi cellulari) sensoriali o parasimpatici di neuroni, che si trovano all'esterno del cervello (ma che possono trovarsi anche all'interno o all'esterno del cranio).
I gangli sensoriali sono direttamente corrispondenti ai gangli dorsali dei nervi spinali e sono noti come gangli sensoriali cranici. I gangli sensoriali esistono per i nervi che hanno una funzione sensoriale, ovvero: V, VII, VIII, IX, X. Esistono anche gangli parasimpatici, che fanno parte del sistema nervoso autonomo dei nervi cranici III, VII, IX e X.
- I gangli trigeminali del nervo trigemino (V) occupano uno spazio nella dura madre chiamato cavo del trigemino. Questo ganglio contiene i corpi cellulari delle fibre sensoriali dei tre rami del nervo trigemino.
- Il ganglio genicolato del nervo facciale (VII) si trova immediatamente dopo che il nervo entra nel canale facciale; contiene i corpi cellulari delle fibre sensoriali del nervo facciale.
- I gangli superiori e inferiori del nervo glossofaringeo (IX), si trovano subito dopo che il nervo passa attraverso il forame giugulare e contiene i corpi cellulari delle fibre sensoriali di questo nervo.
- Il ganglio inferiore del nervo vago (ganglio nodoso) si trova sotto il forame giugulare e contiene i corpi cellulari delle fibre sensoriali del nervo vago (X).

## Emergenza dal cranio e decorso extracranico
| Locazione                   | Nervo                                                                    |
| --------------------------- | ------------------------------------------------------------------------ |
| Lamina cribrosa             | Nervo terminale (0) Nervo olfattivo (I)                                  |
| Forame ottico               | Nervo ottico (II)                                                        |
| Fessura orbitaria superiore | Oculomotore (III) Trocleare (IV) Abducente (VI) Trigemino V1 (oftalmico) |
| Forame rotondo              | Trigemino V2 (mascellare)                                                |
| Forame ovale                | Trigemino V3 (mandibolare)                                               |
| Forame stilomastoideo       | Nervo facciale (VII)                                                     |
| Canale uditivo interno      | Vestibolococleare (VIII)                                                 |
| Fossa giugulare             | Glossofaringeo (IX) Vago (X) Accessorio (XI)                             |
| Canale ipoglosso            | Ipoglosso (XII)                                                          |

Dopo essere emersi dal cervello, i nervi cranici decorrono all'interno del cranio e alcuni di essi devono emergere da questa struttura ossea per raggiungere le loro destinazioni. Spesso i nervi passano attraverso fori presenti nel cranio, chiamati "forami". Altri nervi passano attraverso i canali ossei, percorsi più lunghi racchiusi da ossa. Questi forami e canali possono contenere più di un nervo cranico e possono contenere anche vasi sanguigni.
- Il nervo terminale (0), è un sottile plesso di fibre associato alla dura e alla lamina terminale che decorre rostralmente al nervo olfattivo, con proiezioni attraverso la lamina cribriforme.
- Il nervo olfattivo (I), in realtà composto da molte piccole fibre nervose separate, passa attraverso perforazioni nella parte della lamina cribrosa dell'osso etmoide. Queste fibre terminano nella parte superiore della cavità nasale e servono per trasmettere al cervello impulsi contenenti informazioni sugli odori.
- Il nervo ottico (II) passa attraverso il forame ottico nell'osso sfenoide mentre decorre verso l'occhio. Trasmette informazioni visive al cervello.
- Il nervo oculomotorio (III), il nervo trocleare (IV), il nervo abducente (VI) e il ramo oftalmico del nervo trigemino (V1) viaggiano attraverso il seno cavernoso nella fessura orbitale superiore, passando dal cranio all'orbita. Questi nervi controllano i piccoli muscoli che muovono l'occhio e forniscono anche innervazione sensoriale all'occhio e l'orbita.
- La divisione mascellare del nervo trigemino (V2) passa attraverso il forame rotondo nell'osso sfenoide al fine di innervare la cute del centro della faccia.
- La divisione mandibolare del nervo trigemino (V3) passa attraverso il forame ovale dell'osso sfenoide per fornire alla faccia inferiore l'innervazione sensoriale. Questo nervo invia anche rami a quasi tutti i muscoli che controllano la masticazione.
- Il nervo facciale (VII) e il nervo vestibolococleare (VIII) entrano entrambi nel canale uditivo interno nell'osso temporale. Il nervo facciale raggiunge poi il lato del viso usando il forame stilomastoideo, anch'esso nell'osso temporale. Le sue fibre si espandono per raggiungere e controllare tutti i muscoli dell'espressione facciale. Il nervo vestibolococleare raggiunge gli organi che controllano l'equilibrio e l'udito nell'osso temporale, e quindi non raggiunge la superficie esterna del cranio.
- Il nervo glossofaringeo (IX), il nervo vago (X) e il nervo accessorio (XI) escono dal cranio attraverso la fossa giugulare per entrare nel collo. Il nervo glossofaringeo fornisce innervazione alla porzione superiore della gola e alla parte posteriore della lingua, il nervo vago fornisce innervazione ai muscoli nella voce e continua verso il basso per fornire innervazione parasimpatica al torace e all'addome. Il nervo accessorio controlla i muscoli trapezio e sternocleidomastoideo nel collo e nella spalla.
- Il nervo ipoglosso (XII) esce dal cranio attraverso il canale ipoglosso nell'osso occipitale e raggiunge la lingua per controllare quasi tutti i muscoli coinvolti nei movimenti di questo organo.[4]

## Funzione
I nervi cranici forniscono innervazione motoria e sensoriale principalmente alle strutture all'interno del cranio e del collo. L'innervazione sensoriale include sia la sensazione "generale", come la temperatura e il tatto, sia l'innervazione "specifica" come gusto, vista, odore, equilibrio e udito.
Il nervo vago (X) fornisce l'innervazione sensoriale e autonomica (parasimpatica) dei movimenti alle strutture del collo e alla maggior parte degli organi toracici e addominali.

### Risposta ai feromoni (0)
Il nervo terminale (0) è coinvolto nelle risposte ormonali all'olfatto che avvengono soprattutto nelle prime fasi di sviluppo. Le informazioni veicolate da tale nervo sono strettamente correlate alla relazione tra olfatto e funzione sessuale anche se la risposta ai ferormoni nell'uomo è notevolmente inferiore rispetto a quella che avviene in numerose altre specie.

### Olfatto (I)
Il nervo olfattivo (I) trasmette l'olfatto.
Un danno al nervo olfattivo (I) può causare l'incapacità di percepire gli odori (anosmia), una distorsione dell'olfatto (parosmia) o mancanza o alterazione del gusto. Se c'è il sospetto di un cambiamento nel senso dell'olfatto, ogni narice viene testata con sostanze di odori noti, come caffè o sapone. Sostanze che odorano intensamente, ad esempio l'ammoniaca, possono portare all'attivazione dei recettori del dolore (nocicettori) del nervo trigemino che si trovano nella cavità nasale e questo può confondere i test olfattivi.

### Vista (II)
Il nervo ottico (II) trasmette informazioni visive.
Un danno al nervo ottico (II) compromette aspetti specifici della vista che dipendono dalla posizione della lesione. Una persona potrebbe non essere in grado di vedere oggetti sul lato sinistro o destro (emianopsia omonima), o potrebbe avere difficoltà a vedere oggetti nei loro campi visivi esterni (emianopsia eteronima) se è coinvolto anche il chiasma ottico. La visione può essere testata esaminando il campo visivo o la retina per mezzo di con un oftalmoscopio, utilizzando un processo noto come fundoscopia. L'esame del campo visivo può essere usato per localizzare le lesioni strutturali nel nervo ottico o, più in avanti, lungo i decorsi visivi.

### Movimento oculare (III, IV, VI)

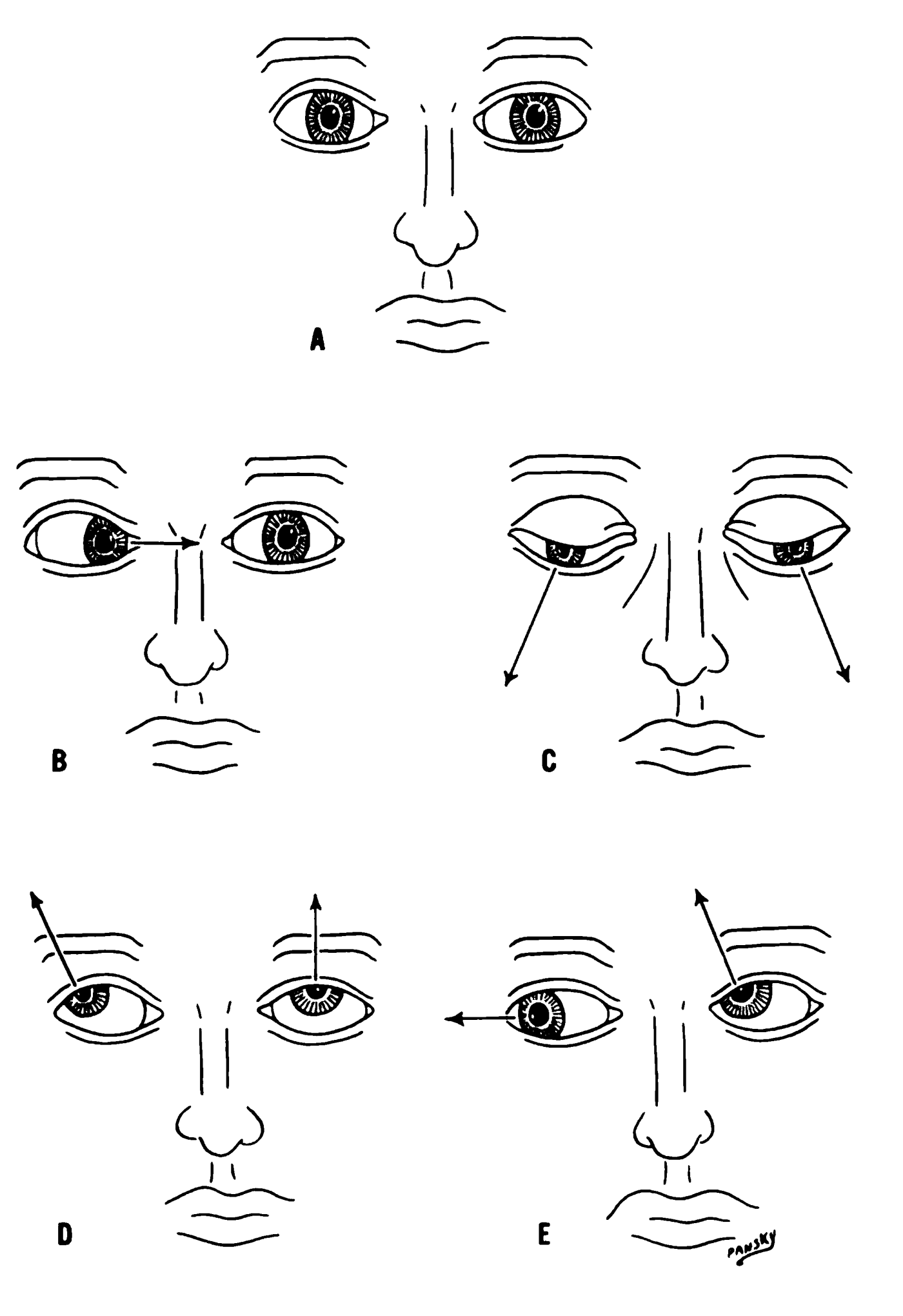
Varie deviazioni degli occhi a causa della funzione anormale dei nervi cranici

Il nervo oculomotore (III), il nervo trocleare (IV) e il nervo abducente (VI) coordinano il movimento degli occhi.
Danni ai nervi III, IV o VI possono influenzare il movimento del bulbo oculare (globo). Uno solo o entrambi gli occhi possono essere compromessi; in entrambi i casi una visione doppia (diplopia) potrebbe verificarsi poiché i movimenti degli occhi non sono più sincronizzati. Questi nervi possono essere esaminati osservando come l'occhio segue un oggetto in direzioni diverse. Questo oggetto può essere un dito o uno spillo e può essere mosso in diverse direzioni per valutare la velocità di inseguimento. Se gli occhi non lavorano insieme, la causa più probabile è il danneggiamento di uno specifico nervo cranico o dei suoi nuclei.
Un danno al nervo oculomotore (III) può causare una visione doppia e l'incapacità di coordinare i movimenti di entrambi gli occhi (strabismo), oltre che anche una caduta palpebrale (ptosi) e la dilatazione della pupilla (midriasi). Le lesioni possono anche portare all'impossibilità di aprire l'occhio a causa della paralisi del muscolo elevatore della palpebra superiore. Gli individui che soffrono di una lesione al nervo oculomotore possono compensare tale condizione inclinando la testa per alleviare i sintomi dovuti alla paralisi.
Anche un danno al nervo trocleare (IV) può causare diplopia. Il risultato sarà un occhio che non può muoversi correttamente verso il basso. Ciò è dovuto al deficit di funzionamento del muscolo obliquo superiore che è innervato dal nervo trocleare.
Anche il danno al nervo degli abducenti (VI) può comportare diplopia. Ciò è dovuto alla compromissione del muscolo retto laterale che è innervato dal nervo degli abducenti.

### Nervo trigemino (V)
Il nervo trigemino (V) comprende tre parti distinte: il nervo oftalmico (V1), il nervo mascellare (V2) e il nervo mandibolare (V3). Insieme, questi nervi forniscono sensazioni alla cute del viso e controllano anche i muscoli della masticazione. Le condizioni che influenzano il nervo trigemino (V) includono la nevralgia del trigemino, cefalea a grappolo e trigemino zoster. La nevralgia del trigemino si verifica più tardi nella vita rispetto alle altre condizioni, dalla mezza età in poi, più spesso dopo i 60 anni, ed è una patologia tipicamente correlata a dolore molto forte distribuito sull'area innervata dalle dai rami mascellare o mandibolare del nervo trigemino (V2 e V3).

### Espressione facciale (VII)

Decorso del nervo facciale.

Le lesioni del nervo faciale (VII) possono manifestarsi come paralisi facciale, una situazione in cui una persona non è in grado di muovere i muscoli su uno o entrambi i lati del proprio viso. Nel trauma contusivo, il nervo faciale è il nervo cranico che risulta più frequentemente danneggiato. Una paralisi facciale molto comune e generalmente temporanea è nota come paralisi di Bell che è il risultato di una lesione idiopatica (causa sconosciuta), unilaterale del motoneurone inferiore del nervo faciale ed è caratterizzata dall'incapacità di spostare i muscoli omolaterali dell'espressione facciale, incluso l'innalzamento del sopracciglio e il solco della fronte. I pazienti con paralisi di Bell hanno spesso una bocca cadente sul lato affetto e spesso hanno difficoltà a masticare poiché il muscolo buccinatore è interessato. La paralisi di Bell si verifica molto raramente e colpisce circa 40.000 statunitensi ogni anno. Ci sono studi su topi e umani che suggeriscono che gli appartenenti alla famiglia degli Herpesviridae sono in grado di produrre la paralisi di Bell. La paralisi facciale può essere causata da altre condizioni incluso l'ictus, e condizioni simili sono occasionalmente erroneamente diagnosticate come paralisi di Bell. È una condizione temporanea che di solito dura da 2 a 6 mesi, ma può lasciare postumi che modificano la vita, mentre i sintomi possono anche ripresentarsi.

### Udito ed equilibrio (VIII)
Il nervo vestibolo-cocleare, detto anche stato-acustico (VIII), si divide in nervo vestibolare e nervo cocleare. La parte vestibolare è responsabile per l'innervamento dei vestiboli e del canale semicircolare dell'orecchio interno; questa struttura trasmette informazioni sull'equilibrio ed è una componente importante del riflesso vestibolooculare, il quale mantiene stabile la testa e consente agli occhi di seguire gli oggetti in movimento. Il nervo cocleare trasmette informazioni dalla coclea, permettendo al suono di essere percepito.
Se danneggiato, il nervo vestibolare può dare origine a sensazioni di rotazione e vertigini. Un danno può anche presentarsi come movimenti oculari ripetitivi e involontari (nistagmo) o sordità parziale o totale nell'orecchio interessato.

### Sensazione orale, gusto e salivazione (IX)
Deviazione dell'ugola dovuta alla lesione del nervo cranico IX
Il nervo glossofaringeo (IX) innerva il muscolo stilofaringeo e fornisce innervazione sensoriale all'orofaringe e alla parte posteriore della lingua. Il nervo glossofaringeo fornisce anche innervazione parasimpatica alla ghiandola parotide. L'assenza unilaterale di un riflesso del vomito suggerisce una lesione del nervo glossofaringeo (IX) e probabilmente del nervo vago (X).

### Nervo vago (X)
La perdita della funzione del nervo vago (X) comporterà una perdita di innervazione parasimpatica per un numero molto grande di strutture. I principali effetti del danno al nervo vago possono includere un aumento della pressione sanguigna e della frequenza cardiaca. La disfunzione isolata del solo nervo vago è rara ma, se il conflitto o la lesione si trova sopra il punto in cui il vago si dirama per la prima volta, può essere diagnosticata da una voce rauca, a causa della disfunzione di uno dei suoi rami, il nervo laringeo ricorrente.
Il danno a questo nervo può causare difficoltà a deglutire.

### Elevazione della spalla e movimento della testa (XI)

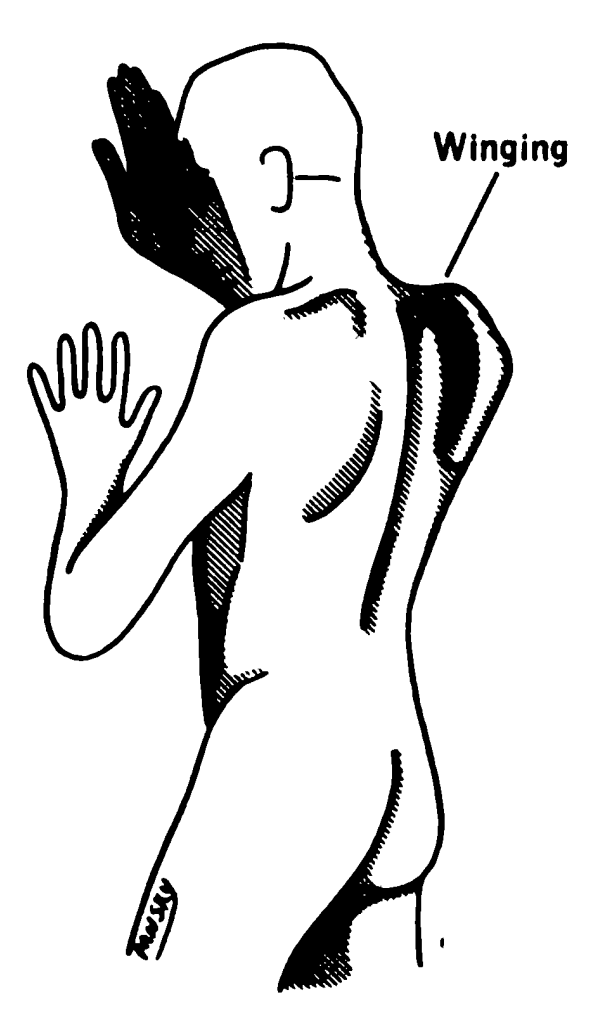
La scapola alata può verificarsi a causa di una lesione del nervo accessorio.

Danni al nervo accessorio (XI) comportano l'instaurarsi di una debolezza ipsilaterale nel muscolo trapezio. Questo può essere esaminato chiedendo al paziente di alzare la spalla su cui la scapola sporgerà in una posizione alata. Inoltre, se il nervo è danneggiato, può riscontrarsi debolezza o incapacità di elevare la scapola poiché il muscolo elevatore della scapola è in grado di eseguire solo questa funzione. A seconda della posizione della lesione, può esservi anche debolezza nel muscolo sternocleidomastoideo, che agisce per permettere alla testa di girare.

### Movimento della lingua (XII)
Il nervo ipoglosso (XII) è peculiare in quanto i suoi nuclei sono innervati dalle cortecce motorie di entrambi gli emisferi cerebrali. Danni al nervo a livello del motoneurone inferiore possono portare a fascicolazione o atrofia dei muscoli della lingua. A volte le fascicolazioni della lingua sembrano assomigliare a una "borsa di vermi". Un danno del motoneurone superiore non porterà a atrofia o fascicolazioni, ma solo debolezza dei muscoli innervati.
Quando il nervo è danneggiato si verificherà debolezza del movimento della lingua su un lato. Se il danno è particolarmente esteso, la lingua si muoverà verso il lato più debole, come mostrato nell'immagine.

## Caratteristiche e funzioni dei nervi cranici
| Numero | Nome                                     | Componente            | Origine apparente                                         | Origine reale motrice o nucleo sensitivo | Funzione |
| 0      | Nervo terminale                          | Sensibilità specifica | -                                                         | - | Trasmette presumibilmente l'informazione feromonale all'encefalo. Passa nella lamina cribrosa dell'osso etmoide. |
| I      | Nervo olfattivo                          | Sensibilità specifica | Telencefalo e Diencefalo                                  | Nucleo olfattivo anteriore | Trasmette l'informazione olfattiva all'encefalo. Passa nella lamina cribrosa dell'osso etmoide. |
| II     | Nervo ottico                             | Sensibilità specifica | Diencefalo                                                | Cellule gangliari della retina | Trasmette l'informazione visiva all'encefalo. Passa nel foro ottico. |
| III    | Nervo oculomotore                        | Motorio               | Mesencefalo anteriore                                     | Nucleo dell'oculomotore (MS), nucleo di Edinger-Westphal (MV) | Innerva i muscoli elevatore superiore delle palpebre, retto superiore, retto mediale, retto inferiore e obliquo inferiore, che insieme determinano la maggior parte dei movimenti dell'occhio (muscolatura estrinseca). Innerva lo sfintere dell'iride e i muscoli ciliari (muscolatura intrinseca). Passa nella fessura orbitaria superiore.                                       |
| IV     | Nervo trocleare                          | Motorio puro          | Mesencefalo dorsale                                       | Nucleo del trocleare (MS) | Innerva il muscolo obliquo superiore, che ruota in basso e lateralmente il bulbo oculare. Passa nella fessura orbitaria superiore, fuori dall'anello dello Zinn. |
| V      | Nervo trigemino                          | Misto somatico        | Ponte di Varolio                                          | Nucleo motore o masticatorio del trigemino (MSB), nucleo mesencefalico del trigemino (SS), nucleo sensitivo principale o pontino del trigemino (SS), nucleo del tratto spinale o della radice discendente del trigemino (SS) | Innerva i muscoli della masticazione. Riceve le sensazioni propriocettive, tattili, termiche, dolorifiche dal viso. Si divide quasi in tre nervi distinti: il nervo oftalmico (V1) che passa nella fessura orbitaria superiore, il nervo mascellare (V2) che passa nel foro rotondo e il nervo mandibolare (V3) che passa nel foro ovale.                                           |
| VI     | Nervo abducente                          | Motorio puro          | Solco bulbopontino                                        | Nucleo dell'abducente (MS) | Innerva il muscolo retto laterale, che determina l'abduzione laterale dell'occhio. Passa nella fessura orbitaria superiore. |
| VII    | Nervo facciale                           | Misto                 | Laterale al VI, presso fossetta sopraolivare              | Nucleo motore del facciale (MS), nucleo salivatorio superiore con nucleo muconasolacrimale (MV), nucleo solitario (SV) | Innerva i muscoli pellicciai del viso che controllano l'espressione facciale, il ventre posteriore del muscolo digastrico e il muscolo stapedio. Innerva le ghiandole salivari miste e le ghiandole lacrimali. Riceve l'informazione del gusto dai due terzi anteriori della lingua. Attraversa il meato acustico interno e il canale del facciale, passa neil foro stilomastoideo. |
| VIII   | Nervo vestibolococleare (stato-acustico) | Sensitivo specifico   | Laterale al VII, presso fossette retrolivare              | 4 nuclei vestibolari (SSS), 2 nuclei cocleari (SSS) | Trasmette con la branca vestibolare le sensazioni dell'equilibrio e della gravità (essenziali per il movimento e la stazione eretta), trasmette con la branca cocleare l'informazione sonora e uditiva. Attraversa il meato acustico interno. |
| IX     | Nervo glossofaringeo                     | Misto                 | Solco posterolaterale del bulbo (dei nervi misti)         | Nucleo ambiguo (MSB), nucleo salivare inferiore (MV), nucleo solitario (SV) | Innerva la faringe. Innerva la ghiandola parotide. Riceve l'informazione del gusto dal terzo posteriore della lingua, riceve sensazioni dalle tonsille. Passa nel foro giugulare. |
| X      | Nervo vago                               | Misto                 | Solco posterolaterale del bulbo (dei nervi misti)         | Nucleo ambiguo (MSB), nucleo dorsale del vago (MV), nucleo solitario (SV) | Innerva i muscoli laringei e faringei (tranne il muscolo stilofaringeo, innervato dal nervo glossofaringeo); controlla i muscoli della voce e dell'intonazione. Innerva con fibre parasimpatiche tutti i visceri addominali fino alla flessura splenica. Riceve l'informazione del gusto dall'epiglottide. Passa nel foro giugulare.                                                |
| XI     | Nervo accessorio                         | Motorio puro          | Midollo spinale, risale ed esce nel solco dei nervi misti | Nucleo accessorio spinale (MS), nucleo ambiguo (MS) | Innerva i muscoli trapezio e sternocleidomastoideo. Passa nel foro giugulare. |
| XII    | Nervo ipoglosso                          | Motorio puro          | Solco anterolaterale del bulbo                            | Nucleo dell'ipoglosso (MS) | Innerva i muscoli della lingua (tranne il muscolo palatoglosso, innervato dal nervo vago) e altri muscoli glottali; è importante per la deglutizione e l'articolazione delle parole. Passa nel canale ipoglosso. |

Componenti
- MS = motoria somatica (B = di muscoli di origine branchiale)
- MV = motoria viscerale
- SS = sensitiva somatica (S = di organi di senso specifica)
- SV = sensitiva viscerale

## Clinica

### Esame medico
Medici, neurologi e altri professionisti medici possono condurre un esame dei nervi cranici come parte di un esame neurologico generale. Un esame del nervo cranico inizia con l'osservazione del paziente poiché alcune lesioni possono influenzare la simmetria degli occhi o del viso. I campi visivi vengono analizzati per eventuali lesioni nervose o presenza di nistagmo, attraverso l'analisi di specifici movimenti oculari. Viene testata la sensibilità del volto e ai pazienti viene chiesto di eseguire diversi movimenti facciali. Viene controllato anche l'udito tramite la voce e un diapason. La posizione dell'ugola del paziente viene esaminata perché l'asimmetria nella posizione potrebbe indicare una lesione del nervo glossofaringeo. Si può osservare la capacità del paziente di usare la spalla per valutare il nervo accessorio (XI), e la funzionalità della lingua.

### Danni

#### Compressione
I nervi cranici possono risultare compressi a causa dell'aumento della pressione intracranica, di un effetto di massa dovuto ad un'emorragia intracerebrale o per via di un tumore che preme contro i nervi e interferisce con la trasmissione di impulsi lungo di esso. Una perdita di funzionalità di un singolo nervo cranico può talvolta essere il primo sintomo di un cancro intracranico o della base cranica.
Un aumento della pressione intracranica può portare alla compromissione dei nervi ottici (II) a causa della compressione delle vene e dei capillari circostanti, causando gonfiore del bulbo oculare (papilledema). Un tumore, come un glioma ottico, può anche avere un impatto sul nervo ottico (II). Un adenoma pituitario può comprimere i tratti ottici o il chiasma ottico del nervo ottico (II), portando alla perdita del campo visivo. Un tumore pituitario può anche estendersi nel seno cavernoso, comprimendo il nervo oculomotorio (III), il nervo trocleare (IV) e il nervo abducente (VI), portando a visione doppia e strabismo. Questi nervi possono anche essere influenzati dall'erniazione dei lobi temporali del cervello attraverso la falce cerebrale.
Si ritiene che la causa della nevralgia del trigemino, in cui un lato del viso appare doloroso, sia la compressione del nervo da parte di un'arteria nel punto in cui il nervo emerge dal tronco cerebrale. Un neuroma acustico, in particolare alla giunzione tra il ponte di Varolio e il midollo, può comprimere il nervo facciale (VII) e il nervo vestibolococleare (VIII), portando alla perdita dell'udito e della capacità sensoriale sul lato interessato.

#### Ictus
L'ictus può essere conseguente all'occlusione dei vasi sanguigni che perfondono i nervi o il loro nucleo. Esso causa specifici segni e sintomi che possono indicare il punto in cui si è verificata l'occlusione. Un coagulo in un vaso sanguigno che drena il seno cavernoso (trombosi del seno cavernoso) colpisce l'oculomotore (III), il trocleare (IV), il ramo oftalmico del nervo trigemino (V1) e il nervo abducente (VI).

#### Infiammazione
Un'infiammazione risultante da un'infezione può compromettere la funzionalità di qualsiasi nervo cranico. L'infiammazione del nervo facciale (VII) può causare paralisi di Bell.
La sclerosi multipla, un processo infiammatorio che può produrre una perdita delle guaine mieliniche che circondano i nervi cranici, può causare una varietà di sintomi mutanti che interessano i nervi cranici multipli.

#### Altro
Traumi cranici, malattie ossee come la malattia di Paget e lesioni ai nervi occorse durante un intervento neurochirurgico (come la rimozione di un tumore) sono altre possibili cause di danno ai nervi cranici.

## Storia
L'anatomista greco-romano Galeno (129-210 d.C.) documentava sette paia di nervi cranici. Molto più tardi, nel 1664, l'anatomista inglese Sir Thomas Willis suggerì che in realtà vi erano 9 coppie di nervi. Infine, nel 1778, l'anatomista tedesco Samuel Thomas von Sömmerring parlò di 12 coppie, un numero che è generalmente accettato anche oggi. Tuttavia, poiché molti dei nervi emergono dal tronco cerebrale come radichette, vi è un dibattito continuo su quanti nervi ci siano realmente e su come dovrebbero essere raggruppati. C'è motivo di considerare, che sia i nervi olfattivi (I) che quelli ottici (II), possano essere tratti cerebrali piuttosto che nervi cranici. Inoltre, negli esseri umani esiste il nervo terminale molto piccolo (il nervo N o O) ma potrebbe non essere funzionale. In altri animali, sembra essere importante per la ricettività sessuale basata sulla percezione di feromoni.

## I nervi cranici negli altri vertebrati
In molti altri vertebrati si ritrovano nervi cranici omologhi a quelli umani. I nervi cranici XI e XII comparvero evolutivamente nei vertebrati amnioti (tetrapodi non anfibi), e sono quindi assenti negli anfibi e nei pesci. In alcuni pesci cartilaginei come lo spinarolo (Squalus acanthias), esiste un nervo terminale denominato nervo cranico zero perché esce dall'encefalo anteriormente al primo nervo cranico.